# Emirdoğan, Efeler
Emirdoğan là một xã thuộc huyện Efeler, tỉnh Aydın, Thổ Nhĩ Kỳ. Dân số thời điểm năm 2010 là 415 người.